# Wilhelm Deimen
Wilhelm Deimen (* 4. April 1896 in Voßwinkel; † 30. Juni 1971 in Lendringsen-Hüingsen) war ein deutscher Kommunalpolitiker und Amtsbürgermeister des Amtes Menden.

## Leben und Beruf
Nach dem Besuch der Volksschule absolvierte er eine kaufmännische Ausbildung und war danach als Kaufmann und Steuerberater tätig. 
1919 war er Mitbegründer und bis 1921 erster Vorsitzender des örtlichen Turnverein Voßwinkel (später Turn- und Spielverein Voßwinkel).
Deimen war verheiratet und hatte fünf Kinder.

## Abgeordneter, öffentliche Ämter
Deimen war Mitbegründer der örtlichen CDU.
Von 1946 bis 1969 war er Mitglied des Gemeinderates der damals selbstständigen Gemeinde Lendringsen. Dort war er von 1948 bis 1958 auch stellvertretender Bürgermeister und von 1946 bis 1954 Schiedsmann seiner Gemeinde. 
Von 1948 bis 1969 war er Amtsbürgermeister des Amtes Menden.
Deimen war außerdem von 1946 bis 1948 sowie von 1952 bis 1961 Mitglied des Kreistages des Kreises Iserlohn. Er erhielt den Ehrenring des Kreises.

## Ehrungen
In Anerkennung seiner Verdienste ernannte ihn die Amtsvertretung Menden nach seinem Ausscheiden 1969 zum „Amtsaltbürgermeister“.
Am 26. Juni 1970 verlieh ihm der Bundespräsident das Bundesverdienstkreuz am Bande. In der Stadt Menden ist eine Straße nach Wilhelm Deimen benannt.
| Personendaten    | Personendaten               |
| ---------------- | --------------------------- |
| NAME             | Deimen, Wilhelm             |
| KURZBESCHREIBUNG | deutscher Politiker der CDU |
| GEBURTSDATUM     | 4. April 1896               |
| GEBURTSORT       | Voßwinkel                   |
| STERBEDATUM      | 30. Juni 1971               |
| STERBEORT        | Lendringsen (Menden)        |